# Aucaleuc
Aucaleuc é uma comuna francesa na região administrativa da Bretanha, no departamento Côtes-d'Armor. Estende-se por uma área de 6,39 km². Em 2010 a comuna tinha 1 015 habitantes (densidade: 158,8 hab./km²).